# Malopoljsko vojvodstvo
Malopoljsko vojvodstvo (Województwo Małopolskie) je jedno od 16 vojvodstava u Poljskoj. Ustanovljeno je 1999. godine. Središte vojvodstva je Kraków.